# Ermonela Jaho
Ermonela Jaho (Tirana, 1974) és una soprano albanesa.
Va començar estudis de cant als sis anys. Després d'acabar-los en el Liceu artístic Misja Jordan a Tirana el 1992, va ser admesa a l'Acadèmia de Belles Arts de Tirana, on va estudiar durant un any. Després de guanyar un concurs organitzat per la soprano italiana Katia Ricciarelli a Albània, es va traslladar a Itàlia, on va estudiar durant un any a l'Acadèmia de Màntua i, a continuació, a l'Accademia Nazionale di Santa Cecilia a Roma, on va estudiar cant i piano durant cinc anys.
Ha guanyat nombrosos concursos internacionals, com el Giacomo Puccini a Milà el 1997, el Concurs Internacional Spontini d'Ancona el 1998, el Zandonai de Rovereto el 1999, i fou escollida la millor cantant en el Wexford Festival de 2000. Ha actuat a teatres d'òpera de tot el món, incloent el Royal Opera House de Londres, el Metropolitan Opera de Nova York, el Paris Champs-Élysées, el Teatro San Carlo de Nàpols, la Opéra de Marseille, el Teatre Verdi de Trieste, el Teatre La Fenice, el Teatre Capitole a Tolosa i el Gran Teatre del Liceu entre d'altres. El seu repertori abasta des de Violetta a La traviata, Maria Stuarda, Amina a La sonnambula, Mimi a La Bohème, Michaela a Carmen, Giulietta a I Capuleti e i Montecchi o Anna Bolena. Fou descrita pel diari The Economist com «la soprano més aclamada del món».